# منتخب سورينام لكرة القدم
منتخب سورينام لكرة القدم (بالهولندية: Surinaams voetbalelftal) وهو المنتخب الوطني في سورينام ويديره اتحاد سورينام لكرة القدم . لم يسبق له التأهل إلى بطولة بطولة كأس العالم لكرة القدم . كان اسمه منتخب غويانا الهولندية حتى سنة 1975 . على مر السنوات السابقة فضل الكثير من اللاعبين السوريناميين اللعب لصالح منتخب هولندا على اللعب لصالح منتخب سورينام ومنهم إدغار ديفيدز ، كلارنس سيدورف ، فرانك ريكارد ، باتريك كلايفرت، ريان بابل ، أرون وينتر ، روميو كاستيلين ، و جيمي فلويد هاسلبانك .

## وصلات خارجية
- قائمة بيانات المنتخب من الموقع الرسمي للفيفا باللغة العربية